# Sam & Max: The Devil's Playhouse
Sam & Max: The Devil's Playhouse släpptes 2010 och är den tredje säsongen av äventyrserien med Sam & Max Den består av fem avsnitt.

## Avsnitt
Utmärkande för flera eller alla avsnitt är att Max har fått övernaturliga krafter associerade med magiska leksaker från en leksakslåda. Varje avsnitt anspelar också på någons sorts filmgenre.

### 1. "The Penal Zone" (15 april 2010)
Sam och Max försöker ta reda på vilka bakomliggande planer utomjordingen General Skun-ka'pe har med sitt påstådda fredliga besök på jorden i syfte att samla leksaker.

Anspelad filmgenre: Science Fiction 

Max övernaturliga krafter i avsnittet:
- Teleportering till telefoner via telefonnummer.
- Förmåga att se in i framtiden.

### 2. "The Tomb of Sammun-Mak" (18 maj 2010)
Sam och Max hittar fyra filmrullar och en filmprojektor vilkens projektion blir spelbar. Spelaren ikläder sig rollen som Sam och Max förfäder från början av 1900-talet, Sammeth och Maximus, vilka reser till Egypten för att utforska Sammun-Maks gravkammare i jakten på djävulens leksakslåda. Spelet utspelar sig på en filmrulle i taget men spelaren kan när som helst byta filmrulle att mata projektorn med, vilket också krävs då vissa pusselbitar finns utspridda i flera filmrullar.

Anspelad filmgenre: Äventyr 

Max övernaturliga krafter i avsnittet:
- Astral projektion (filmrullsbyte).
- Buktaleri (stoppa ord i munnen på andra).
- Förmåga för Sam och Max att krympa och hamna i en skämtburk nötter, för att sedan poppa upp igen samtidigt som de återfår sin ursprungliga storlek.

### 3. "They Stole Max's Brain" (22 juni 2010)
Avsnittet börjar med att Sam upptäcker sin partner Maxs livlösa kropp. Detta trauma leder till att han förbytts från sitt gamla gladlynta och fredliga själv mot en mörkare, mer hotfull Sam. Hans jakt på Maxs hjärna leder honom till the Museum of Mostly Natural History. 

Anspelad filmgenre: Film Noir

### 4. "Beyond the Alley of the Dolls" (20 juli 2010)
Avsnittet börjar med att Sam, Max, Stinky och Grandpa Stinky barrikera sig inne på Stinky's från horderna av "dogelgangers" ( alternativt "Samulacras" av Sam) liknades Sam. Efter att ha funnit en flykttunnel under Sinky's upptäcker Sam och Max en till synes oändligt stor kloningsanläggning vars uppgift är att producera Sam-kloner.

 Anspelad filmgenre: Skräck

### 5. "The City that Dares Not Sleep" (30 augusti 2010)
Det sista avsnittet börjar en vecka efter slutet av förra avsnittet där Max förvandlades till ett 20 våningar högt monster. Agent Superball, nuvarande interimspresident, kommer tvingas till att ge order om en fullskalig nukleär attack mot Max om inte Sam hinner rädda honom i tid. För att lyckas med detta reser Sam och tre andra specialister in i Max kropp för att hitta och motverka det som förvandlat honom.